# Polygala koi
Polygala koi är en jungfrulinsväxtart som beskrevs av Elmer Drew Merrill. Polygala koi ingår i släktet jungfrulinssläktet, och familjen jungfrulinsväxter. Inga underarter finns listade i Catalogue of Life.